# بار، شهرستان سنگامون، ایلینوی
بار (به انگلیسی: Barr) یک منطقهٔ مسکونی در ایالات متحده آمریکا است که در شهرستان سانگامون، ایلینوی واقع شده‌است. بار ۱۸۷٫۱۵ متر بالاتر از سطح دریا واقع شده‌است.